# Академічне братство
Академі́чне бра́тство — студентське товариство, засноване у Львові 30 червня 1882 року внаслідок реформи товариства «Дружній лихвар», об’єднувало молодь вищих шкіл, перебувало під наглядом народовців. У 1896 році злилось з товариством «Ватра», утворивши «Академічну громаду».

## Історія
Академічне братство — товариство студентів-українців у Львівському університеті.
В статуті товариства (1886 р.) зазначалось, що воно ставить собі за мету бути осередком наукового і громадського життя «русинів-академіків», фактично воно поєднувало функції читальні й самодопомогового товариства.
Товариство мало читальню і бібліотеку, організовувало читання лекцій, наукові гуртки, літературні й артистичні вечори, мандрівки по краю та інше. В поневоленій Галичині діяльність «Академічного братства» була спрямована проти національного гніту в Габсбурзькій монархії. Це була одна з форм громадської активізації студентської молоді, яка іноді переходила в різноманітні, часто приховані форми політичної боротьби. Пізніше існувало товариство «Академічна громада», за змістом діяльності близьке до Академічного братства. З товариством співробітничали професори Львівського університету української національності.
У 1884 та 1889 роках Академічне братство брало участь в організації віч на підтримку вживання української мови та створення кафедри української історії при Львівському університеті. З 1891 року Академічне братство видавало книжкову серію «Ювілейна бібліотека» (праці Вячеслава Будзиновського, М. Ганкевича, Евгена Левицького, Осипа Маковея), твори Івана Франка, Олександра Колесси, Володимира Навроцького. 1888 року Академічне братство спробувало видавати власний журнал «Товариш», але побачив світ лише перший номер. Після виходу з товариства 1892 р.  частини студентів та утворення товариства «Ватра» Академічне братство поступово занепадає. У січня 1896 р. внаслідок об’єднання Академічного братства з «Ватрою» утворилося Академічна громада.